# Рудраварман I
Рудраварман I (д/н — 550) — шримара (володар) держави Фунан (Пхном) в 514—550 роках. У китайських джерелах відомий як Лютобамо.

## Життєпис
Походив з династії Каундіньї II. Старший син шримари Джаявармана. Оскільки його матір була наложницею, мав менші права за свого молодшого зведеного брата Гунавармана, матір'ю якого була з царського роду Кулапрабхаваті.
Після смерті батька виступив проти Гунавармана, який був офіційним спадкоємцем. Повалив того або зовсім не допустив до прийняття титулу. До 517 року змушений був боротися проти Кулапрабхаваті. У зв'язку з цим переніс резиденцію до Анґкор Борей. Водночас активно протегував брагманам.
Відправляв посольства до лянського імператора У в 517, 519, 520, 530, 535 і 539 роках. Він навіть запропонував подарувати імператору волосся Будди, якщо той погодиться прислати ченця Че Юньпао. Між 535 і 545 роками прийняв якесь індуїстське посольство.
539 року повернув столицю до Орео. Помер або загинув бл. 550 року внаслідок повстання раджества Ченла або невдаволеної знаті. Держава розпалася. Боротьбу за об'єднання Фунана повів син Гунавармана — Пвіракварман I.